# Guilherme dos Santos (Bupati)

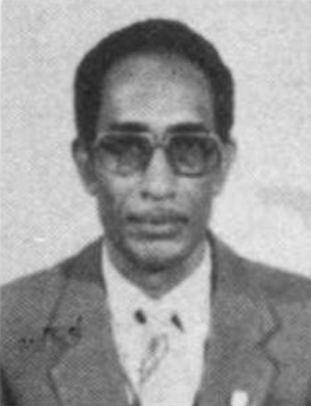
Guilherme dos Santos (1987)

Guilherme dos Santos (* 4. Januar 1939 in Memo, Bobonaro, Portugiesisch-Timor) ist ein ehemaliger Politiker im indonesisch besetzten Osttimor. Er war Mitglied der Partei APODETI und ein Befürworter für die Integration Osttimors in Indonesien.

## Werdegang
Santos wurde als Sohn des Liurais von Memo geboren. Santos besuchte die Grundschule bis 1953 und die Präsekundarschule bis 1955. Er unterstützte seinen Vater bei der Gründung der Partei KOTA, die eine Monarchie in Osttimor anstrebte. Nach der Besetzung Osttimors durch Indonesien wurde Santos Mitglied bei Golkar. Am 4. August 1976 wurde Santos einer der Mitglieder des neu gegründeten Rates der Volksrepräsentanten der Provinz Osttimor (DPRD). Von der indonesischen Regierung erhielt er einen Grundkurs zur Orientierung in der Regierung (Sus Orientasi Pemerintahan) und 1985 die DPRD-Kurse (Sus DPRD) I und II. 1982 wurde Santos zum Vorsitzenden des DPRD gewählt. 1987 wurde er Mitglied des indonesischen Parlaments.
Am 1. Oktober 1992 wurde Santos in den Volksvertretungsrat der Republik Indonesien gewählt und noch im selben Jahr zum Distriktschef (Bupati) von Bobonaro ernannt. Er unterstützte seine Beamten beim Aufbau von pro-indonesische Milizen in Osttimor. Unter ihnen befanden sich Manuel Gama, Finanzchef der Distriktsregierung, José Monis da Cruz, Leiter der Entwicklungsabteilung und António Mendonça, erster stellvertretender Bezirksleiter. Ihm wird vorgeworfen, Gelder aus Sozial- und Entwicklungsbudget des Distrikts an das Forum Persatuan Demokrasi dan Keadilan (FPDK, deutsch Forum für Einheit, Demokratie und Gerechtigkeit) und die Pro-Integrationskräfte (PPI) weitergeleitet zu haben. Santos war auch Teilnehmer von nicht-öffentlichen Sitzungen, bei denen Planungen für die Milizen besprochen wurden. Santos soll sich auch für Gewalt gegen Unabhängigkeitsbefürworter ausgesprochen haben, um das Unabhängigkeitsreferendum in Osttimor am 30. August 1999 scheitern zu lassen.
Am 24. März 1999 wies Santos seine Beamten an, ein Formular auszufüllen, in dem sie angeben sollten, wie sie zu den Unabhängigkeitsbestrebungen Osttimors stünden. Am 8. April 1999 demonstrierten hunderte bewaffnete Milizionäre aus ganz Osttimor in Bobonaro und warben aggressiv bei Distriktsbeamten für den Verbleib bei Indonesien. Im Juni sagte Santos „Wenn sie [Menschenrechtsaktivisten] hierher kommen, werde ich mich um sie kümmern“. Damit drohte er indirekt dem osttimoresischen Menschenrechtsaktivisten Aniceto Guterres Lopes. Am 7. Juli schlug Santos bei einer Veranstaltung seine Frau, weil sie sich für die Unabhängigkeit aussprach. Sie musste medizinisch behandelt werden. Im Juli drohte Santos auch australische UN-Mitarbeiter zu töten und verlangte die Schließung des lokalen UN-Büros. Am 10. August soll er bei einer Konferenz in seinem Büro mitdiskutiert haben, wie im Falle einer Niederlage der pro-Indonesienbewegung zu reagieren sei. Man entschied sich, dass die Milizen die FALINTIL, den militärischen Arm der Unabhängigkeitsbewegung zu einer Reaktion provozieren sollte. Daraufhin sollten die Milizen offiziell aktiviert werden und die Unabhängigkeitsbefürworter ermorden. Santos und João da Costa Tavares, sein Vorgänger als Bupati, sollten dazu Schwarze Listen erstellen.
Vor dem Abstimmungstermin erklärte Santos öffentlich, es sei besser, nach Westtimor zu fliehen, als sich den Konsequenzen einer Abstimmung für die Unabhängigkeit zu stellen. Zudem behinderte Santos die Wählerregistrierung. Er wies die Beamten an, dass Wähler nicht wie gefordert einen Taufschein vorlegen sollten. So sollten 20.000 Nicht-Wahlberechtigte aus Westtimor eingeschleust werden. UNAMET-Chef Ian Martin beschwerte sich daraufhin offiziell über Santos beim Leiter der indonesischen Einsatztruppe.
Am 30. August fand das Referendum statt und am 4. September wurde das Erbenis bekanntgegeben, dass sich 78,5 % der Wähler für die Unabhängigkeit ausgesprochen hatten. Es folgte die Operation Donner, eine Gewaltwelle durch Milizen und indonesische Sicherheitskräfte, die das ganze Land zerstörte. Santos hatte am 8. September noch die Befehlsgewalt in Bobonaro, als Milizionäre in der Polizeistation von Maliana Flüchtlinge anzugreifen. Insgesamt wurden 14 Menschen ermordet. Santos griff nicht ein, um die Gewalt an dem Tag zu beenden.
Im Januar 2000 wurde Santos von der indonesischen Menschenrechtskommission in Jakarta verhört. Die indonesische Generalstaatsanwaltschaft stellte zunächst einen Haftbefehl gegen ihn aus, doch verschwand er im Mai 2000 ohne Erklärung wieder von der Fahndungsliste. Im August unterstützte Santos die UNTAS im indonesischen Westtimor.
Santos wurde am 10. Juli 2003 in Dili vor dem Special Panels for Serious Crimes in Abwesenheit wegen seiner Rolle beim Massaker auf der Polizeistation von Maliana am 8. September 1999 und Verbrechen gegen die Menschlichkeit angeklagt. Das blieb für Santos folgenlos, da er sich in Indonesien aufhielt.